# کوپنگراف
کوپنگراف (به آلمانی: Coppengrave) یک منطقهٔ مسکونی در آلمان است که در Duingen واقع شده‌است. کوپنگراف ۶۱۶ نفر جمعیت دارد.